# Dinastía Meléndez-Quiñónez

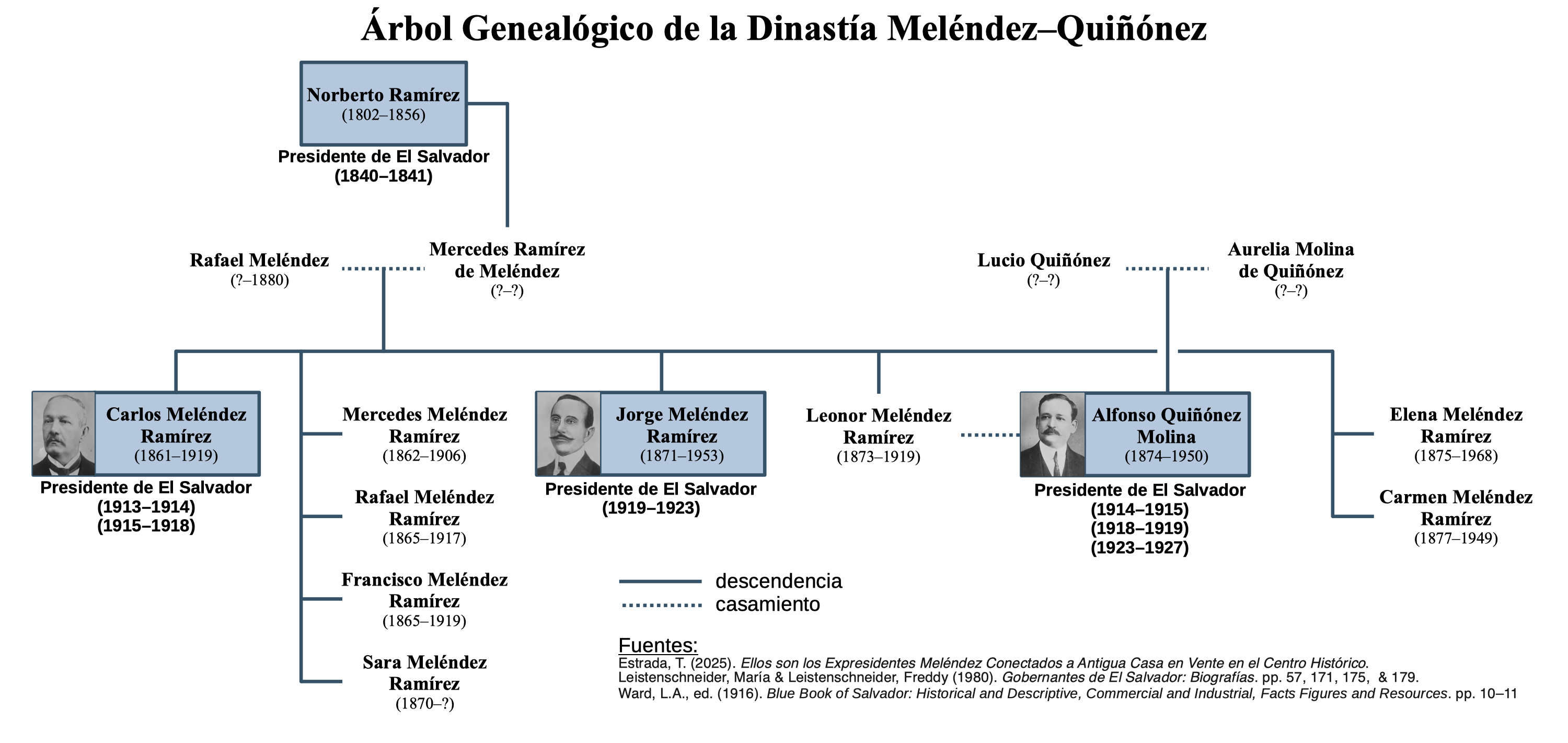
Las relaciones de familia de la dinastía

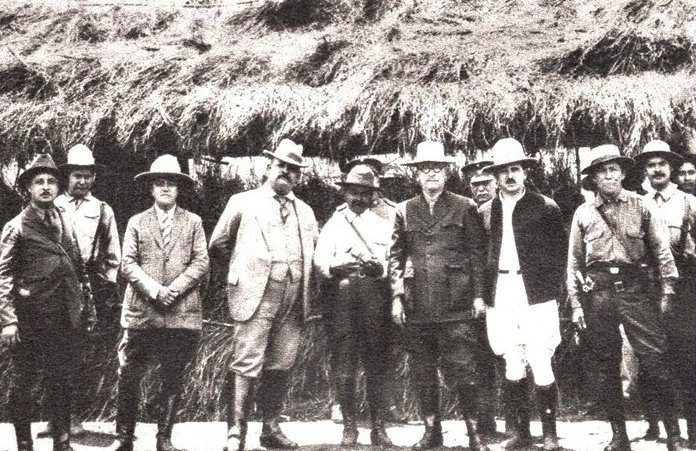
Miembros del Gabinete y Ejército del Gobierno del Dr. Alfonso Quiñonez Molina, a la derecha su sucesor Pio Romero Bosque.

Se conoce como Dinastía Meléndez-Quiñónez (o Meléndez-Quiñones) a una serie de periodos presidenciales ejercidos en El Salvador por miembros de una misma familia, acaudalada y proveniente de Santa Ana, iniciando en 1913 con Carlos Meléndez y acabando en 1927.

## Sucesiones en el poder
Si bien es cierto, no es una dinastía en la extensión del concepto, se le conoce como tal por la sucesión de miembros de una misma familia en los periodos presidenciales, amalgamados por una serie de irregularidades legales y electorales a continuación descritas.

### Presidencias de Carlos Meléndez

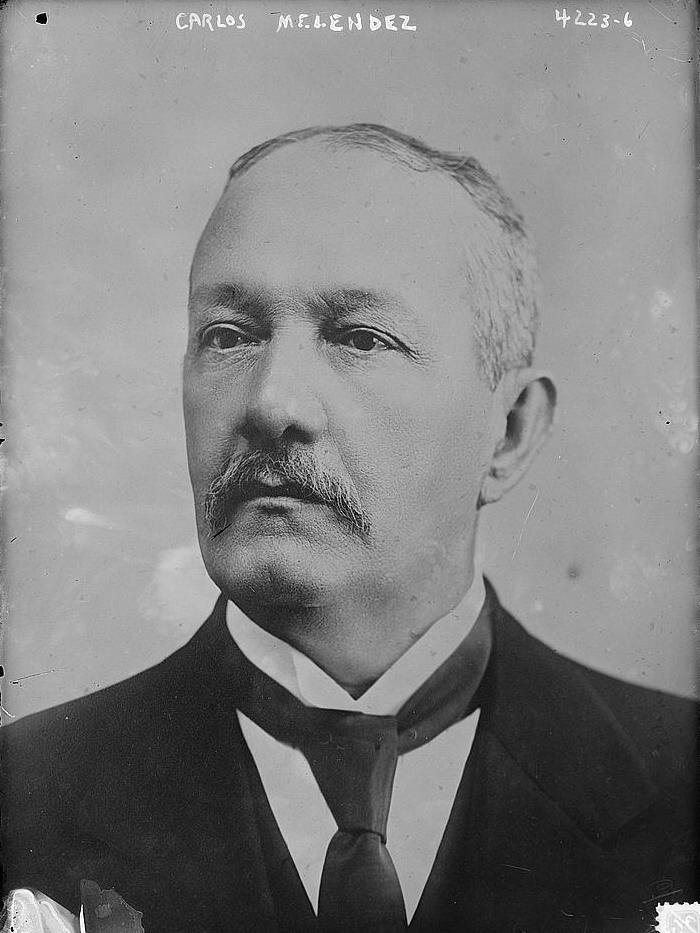
Carlos Meléndez fue el iniciador del período conocido en la Historia de El Salvador como la Dinastía Meléndez-Quiñonez (1913-1927) período en que el poder se mantuvo en manos de los miembros de esta familia terrateniente.

En 1918, Quiñónez fundó la organización conocida con el nombre de la Liga Roja con el objetivo de que actuase como mediador entre el gobierno y los trabajadores, incluidos los campesinos, con lo cual trataba de suplir la falta de sindicatos y partidos políticos. Pero, a pesar de sus intenciones, su pertenencia a la burguesía cafetera no le permitió convertir la liga en una forma mínimamente satisfactoria de representación popular, si bien utilizó la estructura de la Liga Roja para promover la elección de Jorge Meléndez, en lo que se puede considerar como el primer intento en la historia de El Salvador de crear un partido oficialista.
Durante el periodo del 9 de febrero de 1913 al 29 de agosto de 1914, la presidencia fue ejercida por Carlos Meléndez, quien llegó al poder siendo el primer delegado a la presidencia. Tras el asesinato del presidente Manuel Enrique Araujo y la dimisión del vicepresidente Onofre Durán, el órgano legislativo nacional lo designó como presidente provisional, cargo al que renunció para poder ser candidato en las elecciones de 1915. Depositó el poder en su vicepresidente y cuñado, Alfonso Quiñónez Molina.
Carlos, tras salir victorioso en las elecciones, retomó el poder, ejerciéndolo en el periodo del 1 de marzo de 1915 al 21 de diciembre de 1918; renunció a la presidencia por motivos de salud, volviendo a depositar el poder en manos de su cuñado.
Entre los eventos destacados de dicho periodo presidencial estuvo la creación de la Policía Nacional y la neutralidad frente a la Primera Guerra Mundial.

### Presidencias de Alfonso Quiñónez Molina

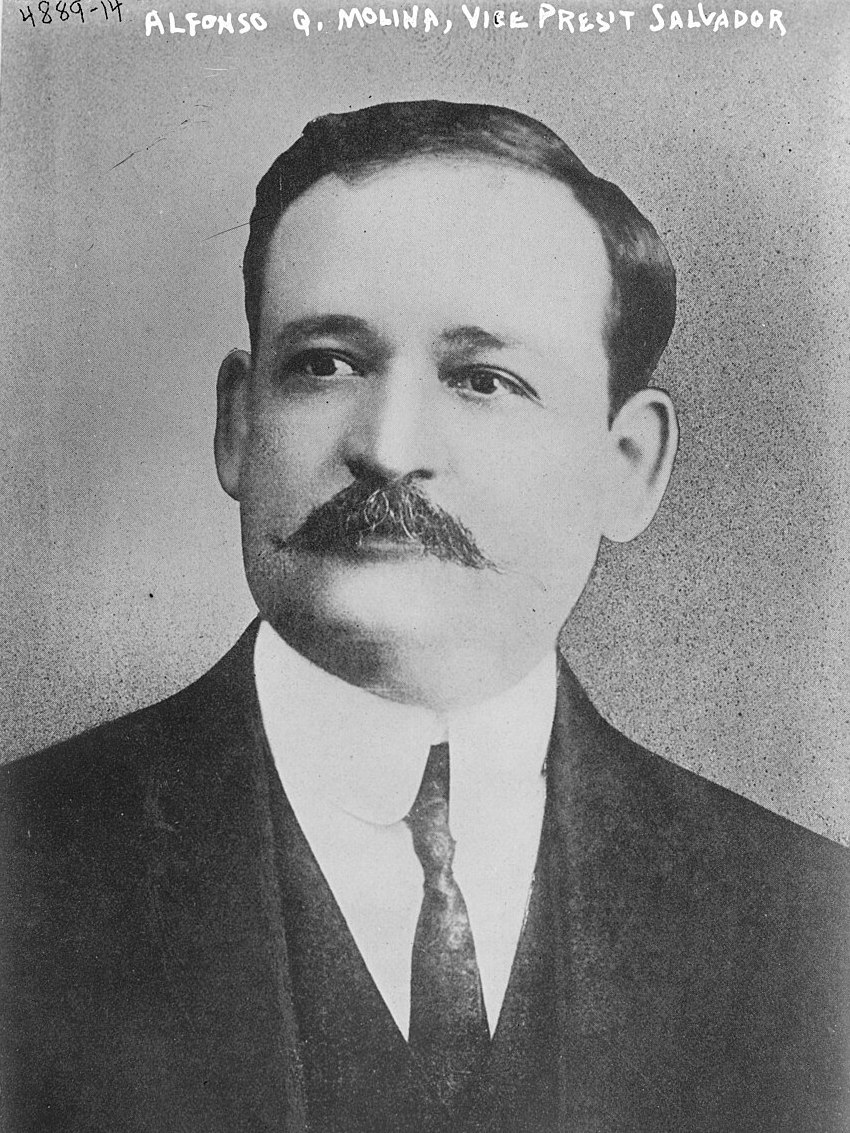
Alfonso Quiñónez Molina gobernó durante los años de mayor auge cafetalero.

Cuñado de Carlos y Jorge Meléndez, recibió la presidencia provisional el 29 de agosto de 1914 y la entregó el 1 de marzo de 1915, tras las elecciones que darían por ganador a su antecesor. Tras la renuncia de su cuñado Carlos, volvió a recibir el cargo provisional el 21 de diciembre de 1918, entregándolo el 1 de marzo de 1919. Retomó el cargo tras ganar unas elecciones, las cuales lo colocaron como presidente del 1 de marzo de 1923 al 1 de marzo de 1927.
Durante su gestión, destaca la masacre a la primera manifestación femenina en el país.

### Presidencia de Jorge Meléndez

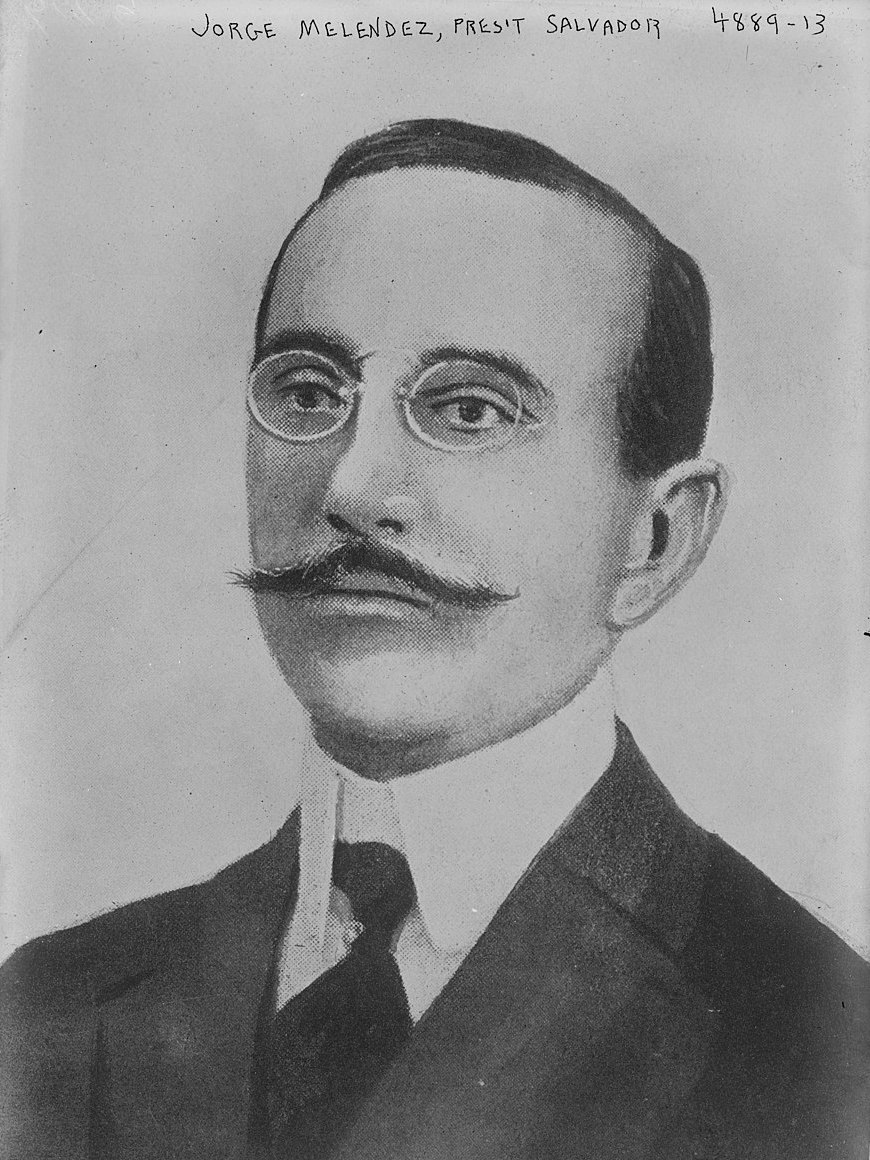
Jorge Meléndez, hermano de Carlos Meléndez y cuñado de Alfonso Quiñónez.

Hermano de Carlos Meléndez, ganó las elecciones que lo situaron como presidente del 1 de marzo de 1919 al 1 de marzo de 1923, teniendo como vicepresidente a su cuñado, Alfonso Quiñónez Molina. Su principal fuente de apoyo electoral fue la Liga Roja, movimiento sindical creado en 1918 para dar legitimidad aparente a los fraudes electorales consecutivos.

### Presidencia de Pío Romero Bosque

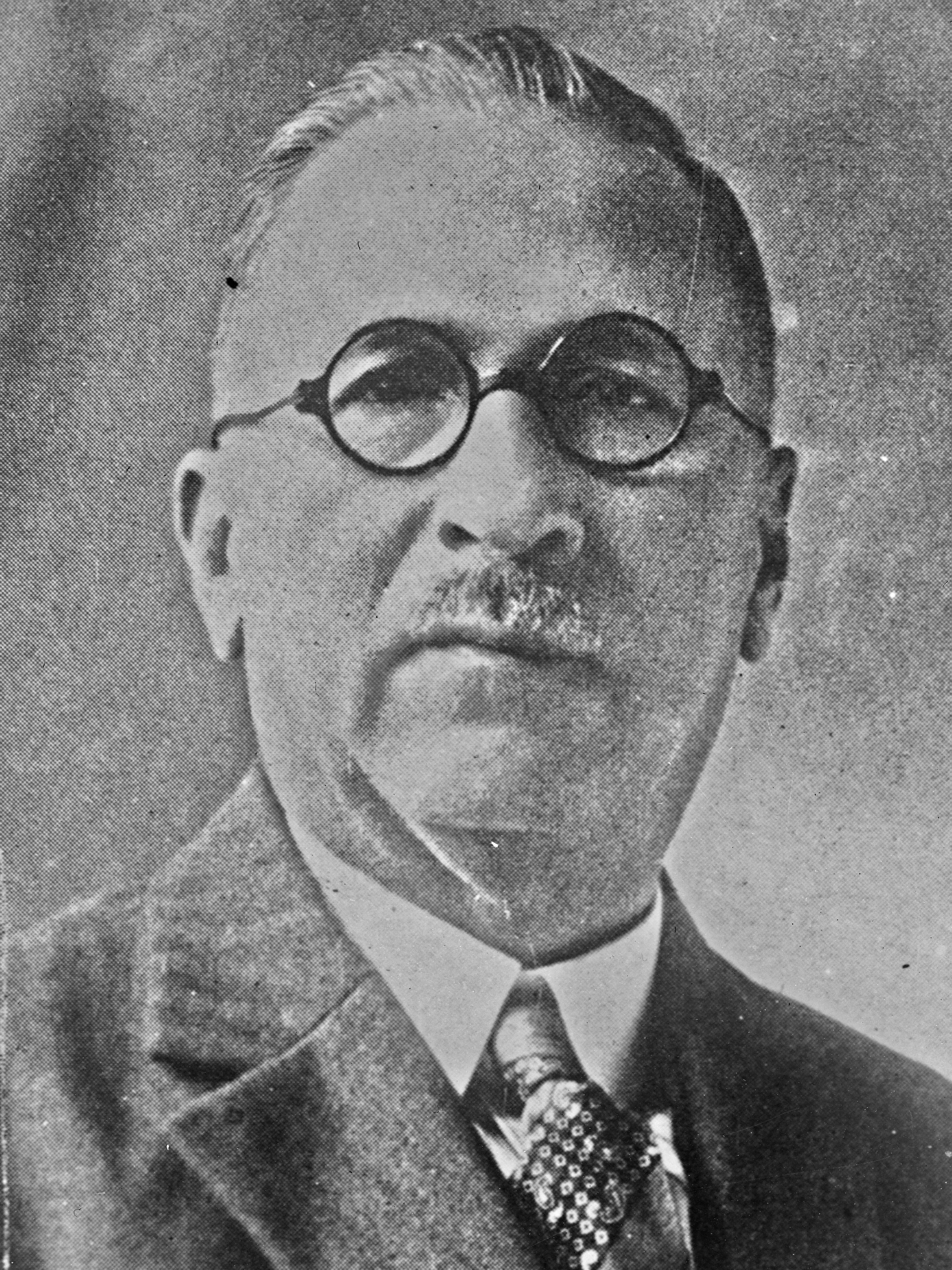
Pío Romero Bosque, médico particular de la familia Meléndez-Quiñónez. Fue un vástago de la dinastía familiar, que en lugar de imponer su propio heredero como Presidente, permitió una democratización del país con sus primeras elecciones libres en 1931, ganadas por Arturo Araújo.

Pese a no pertenecer a la familia Meléndez-Quiñónez, se le considera parte de la dinastía puesto que era el médico particular familiar. Ascendió al poder mediante el apoyo de la familia gobernante el 1 de marzo de 1927 tras haberse desempeñado como ministro de guerra. Sin embargo, ya en el poder, tomó medidas contrarias a los intereses de la familia Meléndez, lo cual orilló a la oligarquía a un fallido golpe de Estado en 1931. Tomó medidas tales como la redistribución de la tierra, la cual fue una de las causas del levantamiento campesino de años más tarde; así como la libertad de prensa; la libertad de asociación; la no persecución a la oposición; y, además, convoca a elecciones libres, las cuales no fueron manipuladas y fueron respetadas. Tras acabar su periodo entregó la presidencia a Arturo Araujo, triunfante en las elecciones, el 1 de marzo de 1931, acabando así la dinastía.